# Народний Герой України
Орден «Народний Герой України» — українська недержавна нагорода, запроваджена 2015 року за ініціативою колекціонера антикваріату та волонтера Андрія Боєчка та ювеліра Дмитра Щербакова.

## Історія
Автори ідеї ордену Андрій Боєчко та Дмитро Щербаков ще з весни 2014 року робили для майданівців, а згодом для військових срібні підвіски-обереги (яких, за їхніми даними, виготовили 5700 штук). Восени 2014, з огляду на недостатню увагу держави до нагородження військовиків, вони вирішили започаткувати нову відзнаку, і в лютому 2015 Боєчко повідомив про виготовлення перших 100 екземплярів. У «Фейсбуці» провели опитування щодо кандидатів на відзначення, і станом на листопад 2014 його учасники висунули близько тисячі людей, а станом на червень 2015 — близько 2 тисяч. На заклик здавати срібло для орденів відразу відгукнулися понад 300 людей з 16 країн. Перша церемонія нагородження відбулася 4 червня 2015 в Софійському соборі; тоді було відзначено 23 особи. Після 4-ї — 5-ї церемонії проект набрав значної популярності.
Нагородження відбуваються раз на один-два місяці. Станом на березень 2019 (за 27 церемоній нагородження) відзнаку отримали 370 осіб.

## Про нагороду
Є два варіанти нагороди: з червоно-чорною стрічкою на колодці — для воїнів, які зі зброєю в руках захищали українську землю, а з жовто-блакитною стрічкою — для волонтерів та медиків.
Орден виготовлений зі срібла 925 проби; кожна нагорода має індивідуальний номер та елементи захисту. До комплекту входять сам орден, посвідчення, пам'ятна монета та картка банку «Глобус» із 1 тис. гривень. Ордени роблять із переплавлених срібних речей, зібраних в усіх охочих. Зокрема, український боксер В'ячеслав Узелков передав на орден свою срібну медаль, яку отримав на Чемпіонаті Європи з боксу 2002 року.
Запропонувати кандидатуру на нагородження може кожен на сторінці ордена в Facebook; у поданні має бути описано героїчний вчинок кандидата. Нагородна рада перевіряє інформацію і приймає остаточне рішення.
Орден є однією з найвідоміших українських недержавних нагород. Існують його оцінки як найпопулярнішої, найпочеснішої чи однієї з найпочесніших нагород в Україні, принаймні недержавних.

## Нагородна рада
Первинне висунення та обговорення кандидатів на нагородження відбувається за участі всіх охочих у Facebook, після чого кандидатури розглядає нагородна рада. Вона складається з відомих військовиків, волонтерів, медиків, журналістів тощо. Початково місця в раді були запропоновані людям, яких найчастіше подавали до нагородження, а в березні 2017 створено громадську організацію «Народний герой України», до якої входять виключно нагороджені цим орденом і яка має обирати нагородну раду. До першого складу ради ввійшли 15 осіб, зокрема, відомі військові Євген Жуков, Павло Розлач, Аміна Окуєва, Володимир Шумейко, волонтери Георгій Тука з «Народного тилу», Марина Комарова та Дарія Баталова з «Армії SOS», Павло Кащук з Combat-UA. Імена деяких членів ради не розголошуються в зв'язку з їхньою військовою службою. Серед членів ради були або є танкіст Євген Межевікін, волонтери Лілія Болбат, Володимир Голоднюк, Іван Звягін, журналісти Юрій Бутусов та Дмитро Лазуткін. Кількість членів ради непостійна; в деякі часи в ній було 10 та 12 осіб. Головою ради став (і станом на 2017 рік лишається) Георгій Тука.

## Положення про відзнаку

### Загальні положення
- Орден «Народний Герой України» є відзнакою народу України.
- Орден «Народний Герой України» вручається громадянам України, а також громадянам іноземних держав, за видатні заслуги в обороні незалежності України та волонтерської допомоги збройним силам.
- Орден налічує одну ступінь та дві номінації.
- Нагороджені орденом «Народний Герой України» набувають почесного звання «Народний Герой України».
- Орден «Народний Герой України» має форму тризуба з накладеним по центру піднятим мечем, підвішеного до орденської планки.
- Смужка на орденській планці має червоно-чорний колір для нагороджених під час військових дій, та жовто-блакитний за волонтерську діяльність.
- У комплект нагороди входить також знак ордена, грамота про нагородження та банківська картка.
- Позбавлення ордена «Народний Герой України» може бути здійснене Нагородною Радою за дії, направлені проти Держави Україна та її народу.

### Порядок подання до нагородження орденом «Народний Герой України»
- Клопотання про нагородження орденом «Народний Герой України» порушують перед Головою Нагородної Ради члени Нагородної Ради, командири військових підрозділів та керівники волонтерських організацій. Висування кандидатур здійснюється гласно.
- У поданні зазначаються конкретні заслуги особи, що стали підставою для порушення клопотання про нагородження.
- Остаточне рішення про нагородження особи, що представлена до відзначення приймає Голова Нагородної Ради. Він також може одноосібно ініціювати нагородження.

### Порядок вручення ордена «Народний Герой України»
- Вручення ордена «Народний Герой України» проводиться в обстановці урочистості та гласності.
- Почесну відзнаку вручає, як правило, Голова Нагородної Ради.
- За дорученням Голови Нагородної Ради почесну відзнаку можуть вручати члени Нагородної Ради або командири військових підрозділів та керівники волонтерських організацій.
- Нагородженому орденом «Народний Герой України» вручається знак відзнаки та грамота.
- Знак ордена «Народний Герой України» носиться на грудях зліва.

### Порядок зберігання ордена «Народний Герой України»
- Нагородні знаки ордена «Народний Герой України» та грамоти зберігаються в Нагородній Раді.
- У разі нагородження особи орденом «Народний Герой України» знак та грамота зберігаються у цієї особи.
- У разі втрати (псування) знака та грамоти дублікати, як правило, не видаються. Вони можуть бути видані, як виняток, за умови, що нагороджений не зміг запобігти втраті (псуванню) знаків та документів, згідно з рішенням Нагородної Ради за кошти нагородженого або безкоштовно.
- Після смерті нагородженого орденом «Народний Герой України» знаки, планки та грамоти залишаються в сім'ї померлого.
- Нагородні знаки, планки та грамоти ордена «Народний Герой України», що належали особі, позбавленій ордена, підлягають поверненню в Нагородну Раду.

### Художньо-композиційний та духовно-сутнісний опис ордена «Народний Герой України»

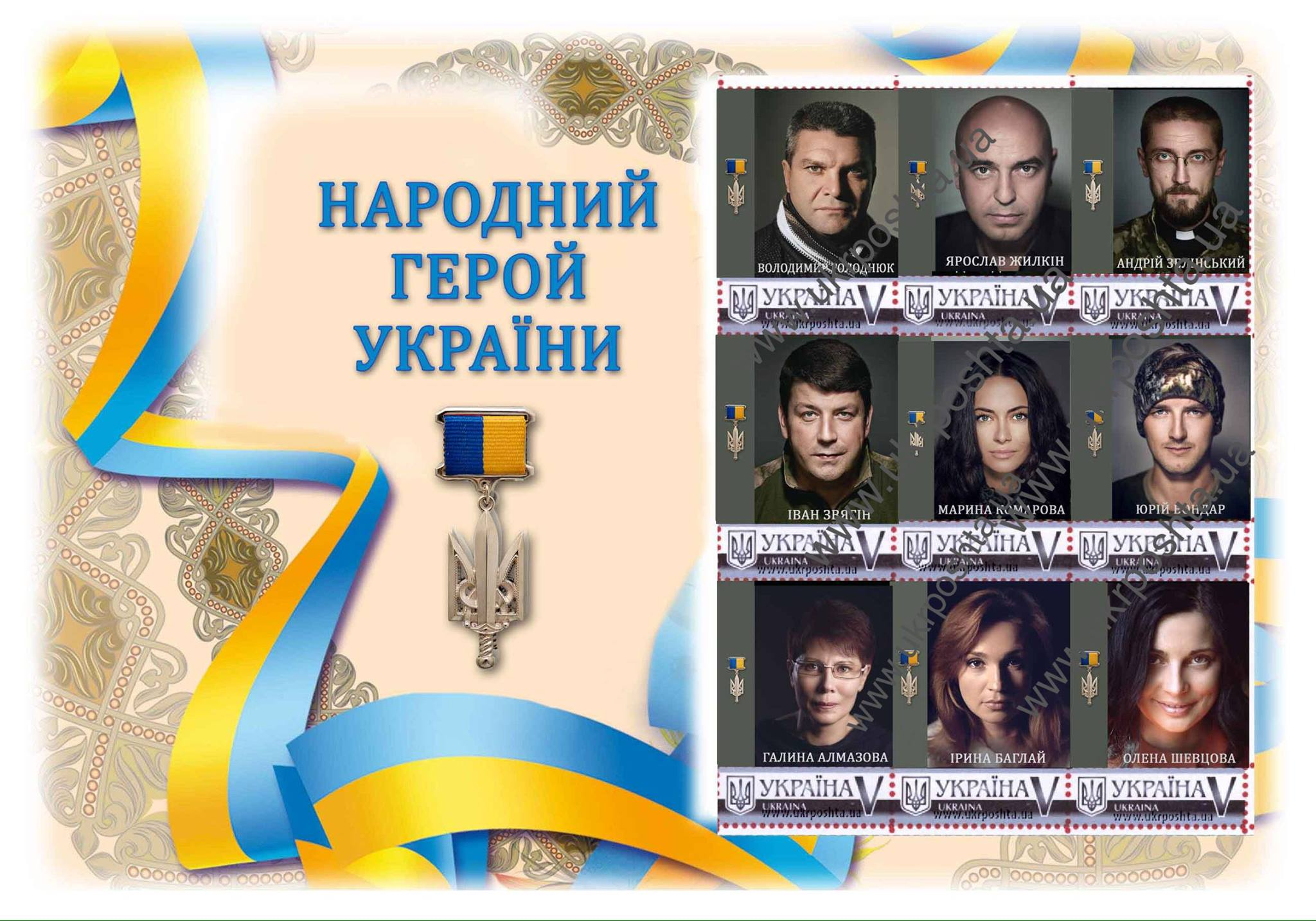
7 травня 2016 року Укрпошта провела урочисте спецпогашення спеціальним поштовим штемпелем на конвертах з маркою, на якій зображено портрети кавалерів ордена «Народний Герой України» фотографа Романа Ніколаєва.

- В основу художньої конструкції та стилю виконання ордена «Народний Герой України» покладені ретельно вивчені археологами, культурологами та митцями наших об'єднань канони істинно православних зображень та змістів часів Київської Русі, Української Гетьманської доби та Української Народної Республіки (УНР).
- Орден «Народний Герой України» має форму гербового знака Святого князя Володимира Великого у формі тризуба — символу державності та незалежності України; по центру накладений меч вістрям вгору — символ військової доблесті. Відзнака підвішена до орденської планки.
- Знак ордена має розмір 50 мм, виготовлений зі срібла. На зворотному пласкому боці нагрудного знака нанесено знаки (клейма) організацій, що заснували відзнаку, та вигравіювано порядковий номер.
- Стрічка ордена «Народний Герой України» має розмір 15 мм вертикально і 28 мм горизонтально. Стрічку покладено на металеву пластину зі шпилькою. Смужка має червоно-чорний (для військовиків) або жовто-блакитний (для волонтерів, цивільних) колір. Стрічка відзнаки шовкова муарова.
- За допомогою кільця з вушком знак ордена сполучається з прямокутною колодкою. На зворотному боці колодки є застібка для кріплення нагрудного знака до одягу.[27].

## Нагородження орденом «Народний Герой України»
| #    | Дата         | Місце                                                                                               | Нагороджені |
| ---- | ------------ | --------------------------------------------------------------------------------------------------- | --- |
| 2015 |              | | |
| 1    | 4 червня     | Київ, Національний заповідник «Софія Київська»                                                      | Перші нагороди отримали 21 українець: воїни, медики, волонтери та капелан. Першу нагороду вручено захиснику Донецького аеропорту, кулеметнику 90-го штурмового батальйону Ігорю Брановицькому (посмертно). |
| 3    | 23 червня    | Львів, Палац Сапіг                                                                                  | Народною відзнакою відмічено 20 людей: 13 військових та 7 волонтерів. |
| 4    | 5 липня      | Траса Краматорськ—Слов'янськ                                                                        | На відкритті меморіалу загиблим українським воїнам «В пам'ять про бій 4 липня 2014 р., під час якого бійці 25 ОПДБр та спецпідрозділу МВС героїчно зупинили прорив бронеколони ворога» нагороду отримали військові та волонтери. Пам'ятний знак постав на місці колишнього блокпоста до річниці звільнення від бойовиків Слов'янська та Краматорська. |
| 5    | 15 липня     | Дніпропетровськ, Палац Студентів ДНУ                                                                | Загалом вручено 18 (20) орденів: 13 (14) — військовим, 3 (4) — медикам і 2 — волонтерам. Бійця 3-ї роти 93-ї бригади Олександра Мосулегу нагородили в лікарні Мечникова — у червні він отримав важке осколкове поранення живота й ноги та переніс декілька складних операцій.                                                                         |
| 6    | 23 липня     | Харків                                                                                              | 18 нагород отримали 9 бійців Збройних Сил і добровольчих батальйонів (5 з них — посмертно) та 9 волонтерів і організацій, які активно допомагали на передовій. |
| 7    | 2 серпня     | Лінія фронту (Слов'янськ, Старобільськ), Харків                                                     | 14 воїнів (1 посмертно) з 95-ї, 80-ї та 25-ї бригад, 8-го полку спецпризначення отримали народну відзнаку за хоробрість і героїзм в боротьбі з ворогом України. |
| 8    | 29 серпня    | Київ, військово-патріотичний проект «Хоробрі серця»                                                 | Нагороджений посмертно капітан Олександр Лавренко — командир 1-ї танкової роти танкового батальйону, 93-тя бригада. Нагорода вручена комбату та другу Олександра Дмитру Кащенку в прямому ефірі програми «Хоробрі серця. Танкісти» на телеканалі «2+2».                                                                                               |
| 9    | 19 вересня   | Житомир                                                                                             | Вручено 15 орденів — 13 військовим та добровольцям (один з них посмертно та один зниклому безвісти), а також 2 волонтерам. |
| 10   | 13 жовтня    | Одеса, Одеський національний академічний театр опери та балету                                      | Народну відзнаку отримали 15 захисників України: 10 військових та добровольців (один з них посмертно), лікар, капелан, волонтер та група журналістів, а також громадський діяч Мустафа Джемілєв. |
| 11   | 19 листопада | Чонгар                                                                                              | Цього разу нагороду отримали 8 осіб: 5 воїнів, громадський діяч, волонтер та медик. |
| 2016 |              | | |
| 12   | 15 січня     | Тернопіль, Тернопільський академічний обласний драматичний театр ім. Т. Г. Шевченка                 | Нагороджено 13 осіб — 8 військових і добровольців (4 з них посмертно), 2 журналісти, медик, священик та волонтерська організація. |
| 13   | 10 лютого    | Полтава, Полтавський академічний обласний український музично-драматичний театр імені Миколи Гоголя | Нагороджено 16 осіб — 9 військових (5 з них посмертно), 5 волонтерів, медик та капелан. |
| 14   | 26 березня   | Чернівці, Чернівецька обласна філармонія                                                            | Нагороджено 24 особи — 16 військових (4 з них посмертно), 2 медиків, капелана та 5 волонтерів. |
| 15   | 22 квітня    | Великомихайлівка, поблизу бази 5-го окремого батальйону Української Добровольчої армії              | Нагороджено 12 осіб — бійці-добровольці батальйонів «Донбас», «Азов», «Айдар», ДУК ПС (тепер УДА), волонтери та медики-госпітальєри. |
| 16   | 7 травня     | Київ, Національний музей історії України у Другій світовій війні                                    | Нагороджено 23 особи (вручено 22 ордени) — 13 воїнів (2 з них посмертно), 3 медиків, 5 волонтерів (3 з них посмертно), журналіст і капелан. Також цього дня відбулася презентація марок, присвячених кавалерам ордена «Народний Герой України». На марках зображені 18 Народних героїв (9 бійців і 9 волонтерів).                                     |
| 17   | 29 червня    | Миколаїв                                                                                            | Нагороджено 16 героїв — 13 воїнів (2 з них посмертно) червоно-чорними відзнаками та 3 синьо-жовтими (волонтер, пастор та учасник інформаційного спротиву). |
| 18   | 24 липня     | Хмельницький                                                                                        | Нагороджено 15 осіб — 9 військових (4 з них посмертно), військовий журналіст, 2 волонтера та 3 медика. |
| 20   | 3 грудня     | Краматорськ                                                                                         | Нагороджено 12 десантників (3 з них посмертно) з п'яти бригад високомобільних десантних військ України. |
| 2017 |              | | |
| 21   | 11 лютого    | Черкаси, Будинок культури ім. Кулика                                                                | Нагороджено 10 військових (4 з них посмертно). |
| 22   | 2 квітня     | Маріуполь, Палац культури Металургів                                                                | Нагороджено 12 осіб — 10 військових (3 з них посмертно), 2 медиків. |
| 23   | 9 червня     | Кропивницький, театр імені М. Л. Кропивницького                                                     | Нагороджено 12 осіб, усі військові (4 з них посмертно). |
| 24   | 18 серпня    | Вінниця, Вінницька обласна філармонія                                                               | Нагороджено 12 бійців та лікарів (4 посмертно). |
| 25   | 14 вересня   | Запоріжжя, театр імені Володимира Магара                                                            | Нагороджено 14 бійців, волонтерів та журналістів (2 посмертно). |
| 26   | 16 грудня    | Івано-Франківськ, обласна філармонія                                                                | Нагороджено 12 бійців (3 посмертно). |
| 2018 |              | | |
| 27   | 31 березня   | Дніпро, Зал обласної Державної Адміністрації                                                        | Нагороджено 16 осіб, 14 військових (2 з них посмертно) та 2 волонтери. |
| 28   | 28 вересня   | Хотин, фортеця                                                                                      | Нагороджено 6 військових (1 посмертно). |
| 2019 |              | | |
| 29   | 1 березня    | Чернігів, Музично-драматичний театр ім. Шевченка                                                    | Нагороджено 10 військових, громадських активістів та волонтерів (3 посмертно). |

## Нагороджені

### Військові
1. Ігор Брановицький (посмертно) — військовий, 90 окремий аеромобільний десантний батальйон 81-ї десантно-штурмової бригади (наказ № 1 від 4 червня 2015 року).
2. Дмитро Ярош — провідник «Правого сектора» (наказ № 1 від 4 червня 2015 року).
3. Темур Юлдашев (посмертно) — командир батальйону «Тимур» (наказ № 1 від 4 червня 2015 року).
4. Микола Надворський — військовий ЗСУ, 79-та окрема аеромобільна бригада (наказ № 1 від 4 червня 2015 року).
5. Максим Пресняков (посмертно) — військовий ЗСУ, майор, командир розвідувальної роти, 93-тя окрема механізована бригада (наказ № 1 від 4 червня 2015 року).
6. Сергій Бабський — військовий ЗСУ, старший лейтенант, командир взводу, 95-та окрема аеромобільна бригада (наказ № 1 від 4 червня 2015 року).
7. Олександр Гуменюк (посмертно) — військовий ЗСУ, командир, 11-й батальйон «Київська Русь» (наказ № 1 від 4 червня 2015 року).
8. Іса Мунаєв (посмертно) — воїн, командир Міжнародного миротворчого батальйону імені Джохара Дудаєва (наказ № 1 від 4 червня 2015 року).
9. Євген Межевікін (псевдо «Адам») — військовий ЗСУ, командир, 1-й танковий батальйон 1-ї танкової бригади (наказ № 1 від 4 червня 2015 року).
10. Вячеслав Кубрак — військовий ЗСУ, старший сержант, 95-та окрема аеромобільна бригада (наказ № 1 від 4 червня 2015 року).
11. Володимир Киян — військовий ЗСУ, заступник командира, 80-та окрема аеромобільна бригада (наказ № 1 від 4 червня 2016 року).
12. Юрій Бутусов (посмертно) — військовий ЗСУ, капітан, командир групи, 3-й окремий полк спеціального призначення (наказ № 1 від 4 червня 2015 року).
13. Ігор Зінич (посмертно) — військовий-медик, 80-та окрема аеромобільна бригада (наказ № 1 від 4 червня 2015 року).
14. Добровольчий український корпус Правого Сектора (наказ № 1 від 4 червня 2015 року).
15. Володимир Шумейко — воїн, батальйон «Донбас» (наказ № 1 від 4 червня 2015 року).
16. Анатолій Адамовський — воїн, батальйон «Донбас» (наказ № 1 від 4 червня 2015 року).
17. Іван Бубенчик — воїн МВС, батальйон «Дніпро-1» (наказ № 2 від 23 червня 2015 року).
18. Михайло Васюта — військовий ЗСУ, 3-я танкова рота (наказ № 2 від 23 червня 2015 року).
19. Андрій Фітак — військовий ЗСУ, 24-та механізована бригада (наказ № 2 від 23 червня 2015 року).
20. Роман Гаврильчак — військовий ЗСУ, 24-та механізована бригада (наказ № 2 від 23 червня 2015 року).
21. Михайло Ляля — військовий ЗСУ, старший солдат, 24-та механізована бригада (наказ № 2 від 23 червня 2015 року, нагороджено у Львівському військовому шпиталі).
22. Олександр Голяченко (посмертно) — військовий ЗСУ, солдат, 95-та окрема аеромобільна бригада (наказ № 2 від 23 червня 2015 року).
23. Михайло Горяйнов (посмертно) — військовий ЗСУ, командир розвідувальної групи, 73-й морський центр спеціальних операцій (наказ № 2 від 23 червня 2015 року).
24. Віктор Гурняк (позивний Олігарх; посмертно) — воїн, 24-й батальйон територіальної оборони «Айдар» (наказ № 2 від 23 червня 2015 року).
25. Василь Кіндрацький (посмертно) — військовий ЗСУ, заступник командира, батальйон «ОУН» (наказ № 2 від 23 червня 2015 року).
26. Руслан Корнутич — воїн, 24-й батальйон територіальної оборони «Айдар» (наказ № 2 від 23 червня 2015 року).
27. Вано Надірадзе — воїн, грузинський підполковник (наказ № 2 від 23 червня 2015 року).
28. Любомир Подфедько (посмертно) — воїн ЗСУ, солдат, 80-та окрема аеромобільна бригада (наказ № 2 від 23 червня 2015 року).
29. Андрій Задорожний (посмертно) — військовий ЗСУ, 51-ша окрема механізована бригада (наказ № 3 від 23 червня 2015 року).
30. Олександр Лавренко (посмертно) — військовий ЗСУ, капітан, командир 1-ї танкової роти танкового батальйону, 93-тя окрема механізована бригада (наказ № 3 від 23 червня 2015 року).
31. Андрій Ткачук — військовий ЗСУ, 25-та повітрянодесантна бригада (наказ № 4 від 5 липня 2015 року).
32. Павло Балов — військовий ЗСУ, 8-й окремий полк спеціального призначення (наказ № 4 від 5 липня 2015 року).
33. Сергій Кривонос — військовий ЗСУ, Сили спеціальних операцій (наказ № 4 від 5 липня 2015 року).
34. Роман Мендель (посмертно) — військовий ЗСУ, 25-та повітрянодесантна бригада (наказ № 4 від 5 липня 2015 року).
35. Анатолій Лєбедев — військовий ЗСУ, 25-та повітрянодесантна бригада (наказ № 4 від 5 липня 2015 року).
36. Андрій Вашкур — військовий ЗСУ, 25-та повітрянодесантна бригада (наказ № 4 від 5 липня 2015 року).
37. Дмитро Новгородський — військовий ЗСУ, 93-тя окрема механізована бригада (наказ № 5 від 15 липня 2015 року).
38. Олександр Мосулега — військовий ЗСУ, 93-тя окрема механізована бригада (наказ № 5 від 15 липня 2015 року).
39. Віктор Мироненко (посмертно) — військовий ЗСУ, 17 Танкова Бригада (наказ № 5 від 15 липня 2015 року).
40. Артем Абрамович (посмертно) — військовий ЗСУ, 30-та окрема механізована бригада (наказ № 5 від 15 липня 2015 року).
41. Сергій Тобін (псевдо Опер) — воїн, Добровольчий український корпус Правого Сектора (наказ № 5 від 15 липня 2015 року).
42. Зеновій Лобчук — військовий ЗСУ, 80-та окрема аеромобільна бригада (наказ № 5 від 15 липня 2015 року).
43. Юліан Гунько (посмертно) — військовий ЗСУ, 93-тя окрема механізована бригада (наказ № 5 від 15 липня 2015 року).
44. Степан Варга — військовий ЗСУ, 24-та окрема механізована бригада (наказ № 5 від 15 липня 2015 року).
45. Іван Павлишин — військовий ЗСУ, 24-та окрема механізована бригада (наказ № 5 від 15 липня 2015 року).
46. Артем Безбородов — військовий ЗСУ, 24-та окрема механізована бригада (наказ № 5 від 15 липня 2015 року).
47. Микола Сахаров (псевдо Черкес) — військовий МВС, Національна Гвардія України (наказ № 5 від 15 липня 2015 року).
48. Андрій Гасюк — військовий ЗСУ, 93-тя окрема механізована бригада (наказ № 5 від 15 липня 2015 року).
49. Олександр Пасічник (посмертно) — військовий ЗСУ, 8-й окремий полк спеціального призначення (наказ № 5 від 15 липня 2015 року).
50. Андрій Чупахін — військовий ЗСУ, 131-й окремий розвідувальний батальйон (наказ № 6 від 23 липня 2015 року).
51. Андрій Гречанов — військовий ЗСУ, 81-ша десантно-штурмова бригада (наказ № 6 від 23 липня 2015 року).
52. Володимир Мамадалієв (посмертно) — військовий ЗСУ, 51-ша механізована бригада (наказ № 6 від 23 липня 2015 року).
53. Максим Савченко (посмертно) — військовий ЗСУ, 95-та окрема аеромобільна бригада (наказ № 6 від 23 липня 2015 року).
54. Сергій Нестерчук — військовий ЗСУ, командир розвідувальної роти, 95-та окрема аеромобільна бригада (наказ № 6 від 23 липня 2015 року).
55. Станіслав Карбань — воїн, Добровольчий Український Корпус Правого Сектора (наказ № 6 від 23 липня 2015 року).
56. Владислав Блінов (посмертно) — військовий ЗСУ, 92-га окрема механізована бригада (наказ № 6 від 23 липня 2015 року).
57. Ігор Романцов (посмертно) — військовий ЗСУ, 92-га окрема механізована бригада (наказ № 6 від 23 липня 2015 року).
58. Станіслав Рижов (посмертно) — військовий ЗСУ, 131-й окремий розвідувальний батальйон (наказ № 6 від 23 липня 2015 року).
59. Віталій Юрчук — військовий ЗСУ, 95-та окрема аеромобільна бригада (наказ № 7 від 2 серпня 2015 року).
60. Сергій Білоус — військовий ЗСУ, 95-та окрема аеромобільна бригада (наказ № 7 від 2 серпня 2015 року).
61. Вадим Мухин — військовий ЗСУ, 95-та окрема аеромобільна бригада (наказ № 7 від 2 серпня 2015 року).
62. Вячеслав Вессер — військовий ЗСУ, 95-та окрема аеромобільна бригада (наказ № 7 від 2 серпня 2015 року).
63. Сергій Шуліков (посмертно) — військовий ЗСУ, 95-та окрема аеромобільна бригада (наказ № 7 від 2 серпня 2015 року).
64. Олег Давиденко — військовий ЗСУ, 25-та повітрянодесантна бригада (наказ № 7 від 2 серпня 2015 року).
65. Олександр Романов — військовий ЗСУ, 80-та окрема аеромобільна бригада (наказ № 7 від 2 серпня 2015 року).
66. Віталій Цвяк — військовий ЗСУ, 80-та окрема аеромобільна бригада (наказ № 7 від 2 серпня 2015 року).
67. Михайло Мороз — військовий ЗСУ, 80-та окрема аеромобільна бригада (наказ № 7 від 2 серпня 2015 року).
68. Олександр Чуфрін — військовий ЗСУ, 80-та окрема аеромобільна бригада (наказ № 7 від 2 серпня 2015 року).
69. Роман Свідрак — військовий ЗСУ, 80-та окрема аеромобільна бригада (наказ № 7 від 2 серпня 2015 року).
70. Микола Лавренчук — військовий ЗСУ, 80-та окрема аеромобільна бригада (наказ № 7 від 2 серпня 2015 року).
71. Степан Курган — військовий ЗСУ, 80-та окрема аеромобільна бригада (наказ № 7 від 2 серпня 2015 року).
72. Вадим Сухаревський — військовий ЗСУ, 80-та окрема аеромобільна бригада (наказ № 7 від 2 серпня 2015 року).
73. Володимир Кандела (посмертно) — військовий ЗСУ, 25-та повітрянодесантна бригада (наказ № 8 від 29 серпня 2015 року).
74. Ушангі Мамулашвілі — воїн, Грузинський Легіон (наказ № 9 від 19 вересня 2015 року).
75. Роман Косенко (псевдо «Яшка Циганков») — воїн, Добровольчий Український Корпус Правого Сектора, командир 2 ШБ (наказ № 9 від 19 вересня 2015 року).
76. Петро Барбух (посмертно) — військовий ЗСУ, 30-та окрема механізована бригада (наказ № 9 від 19 вересня 2015 року).
77. Ярослав Антонюк (пропав безвісти) — військовий ЗСУ, 30-та окрема механізована бригада (наказ № 9 від 19 вересня 2015 року).
78. Миколай Ніконов — військовий ЗСУ, 73-й морський центр спеціальних операцій (наказ № 9 від 19 вересня 2015 року).
79. Володимир Цибуля (псевдо «Цибуля») — військовий ЗСУ, 8 бригада (наказ № 9 від 19 вересня 2015 року).
80. Михайло Волосюк (псевдо «Волос») — військовий ЗСУ, 8 бригада (наказ № 9 від 19 вересня 2015 року).
81. Анатолій Козел (псевдо «Купол») — військовий ЗСУ, 95-та окрема аеромобільна бригада (наказ № 9 від 19 вересня 2015 року).
82. Олександр Абаєв (псевдо «Хан») — військовий ЗСУ, 3-й окремий полк спеціального призначення (наказ № 9 від 19 вересня 2015 року).
83. Вячеслав Ізотов — військовий ЗСУ, 3-й окремий полк спеціального призначення (наказ № 9 від 19 вересня 2015 року).
84. Богдан Катана — військовий ЗСУ, 3-й окремий полк спеціального призначення (наказ № 9 від 19 вересня 2015 року).
85. Євген Жуков (псевдо «Маршал») — військовий ЗСУ, 79-та окрема аеромобільна бригада (наказ № 9 від 19 вересня 2015 року).
86. Валерій Краснян (псевдо «Барс») — воїн, Добровольчий український корпус Правого Сектора, командир 2 ШБ (наказ № 9 від 19 вересня 2015 року).
87. Едуард Шевченко — військовий ЗСУ, 73-й морський центр спеціальних операцій (наказ № 10 від 13 жовтня 2015 року).
88. Євген Шевчук — військовий ЗСУ, 73-й морський центр спеціальних операцій (наказ № 10 від 13 жовтня 2015 року).
89. Андрій Ковальчук — військовий ЗСУ, 73-й морський центр спеціальних операцій (наказ № 10 від 13 жовтня 2015 року).
90. Олександр Сич — військовий ЗСУ, 73-й морський центр спеціальних операцій (наказ № 10 від 13 жовтня 2015 року).
91. Аміна Окуєва — воїн Міжнародного миротворчого батальйону імені Джохара Дудаєва (наказ № 10 від 13 жовтня 2015 року).
92. Павло Розлач — військовий ЗСУ, 95-та окрема аеромобільна бригада (наказ № 10 від 13 жовтня 2015 року).
93. Євген Сидоренко — військовий ЗСУ, заступник начальника озброєння, Оперативне командування «Схід» (наказ № 10 від 13 жовтня 2015 року).
94. Ігор Іванов — воїн, Добровольчий український корпус Правого Сектора (наказ № 10 від 13 жовтня 2015 року).
95. Петро Потєхін — військовий ЗСУ (наказ № 10 від 13 жовтня 2015 року).
96. Вадим Довгорук — військовий ЗСУ, 3-й окремий полк спеціального призначення (наказ № 10 від 13 жовтня 2015 року).
97. Кирило Верес — військовий ЗСУ, 92-га окрема механізована бригада (наказ № 10 від 13 жовтня 2015 року).
98. Сергій Амброс (посмертно) — військовий НГУ, полк «Азов» (наказ № 11 від 18 листопада 2015 року).
99. Євген Півень (посмертно) — військовий ЗСУ, 79-та окрема аеромобільна бригада (наказ № 11 від 18 листопада 2015 року).
100. Андрій Прометний — військовий ЗСУ, 79-та окрема аеромобільна бригада (наказ № 11 від 18 листопада 2015 року).
101. Андрій Брошко — військовий ЗСУ, прикордонник (наказ № 11 від 18 листопада 2015 року).
102. Антон Сільченко — військовий ЗСУ, 30-та окрема механізована бригада (наказ № 11 від 18 листопада 2015 року).
103. Андрій Юркевич («Грізлі», посмертно) — військовий ЗСУ, командир 2-го взводу 2-ї роти «Захід», 24-й батальйон територіальної оборони «Айдар» (наказ № 12 від 15 січня 2016 року).
104. Іван Вітишин (посмертно) — військовий ЗСУ, старший сержант, 80-та окрема аеромобільна бригада (наказ № 12 від 15 січня 2016 року).
105. Валерій Чоботарь (псевдо «Гатило») — воїн, Добровольчий український корпус Правого Сектора (наказ № 12 від 15 січня 2016 року).
106. Табала Сергій Олександрович (псевдо «Сєвер», посмертно) — воїн, Добровольчий український корпус Правого Сектора (наказ № 12 від 15 січня 2016 року).
107. Дан Колісник (посмертно) — військовий ЗСУ, капітан, 140-й окремий центр сил спеціальних операцій (наказ № 12 від 15 січня 2016 року).
108. Ігор Волинець (псевдо «Єнот») — військовий ЗСУ, водій, 2-й батальйон, 95-та окрема аеромобільна бригада (наказ № 12 від 15 січня 2016 року).
109. Казбек Абдурзаков — військовий ЗСУ, розвідвзвод 34 ОМБТРО, 57-ма окрема мотопіхотна бригада «Шалена зграя» (наказ № 12 від 15 січня 2016 року).
110. Віталій Марчук (псевдо «Соловей») — військовий ЗСУ, 44 артилерійський дивізіон (посвідчення № 224; наказ № 12 від 15 січня 2016 року).
111. Василь Божок — військовий ЗСУ, 92-га окрема механізована бригада, танкіст (наказ № 12 від 15 січня 2016 року).
112. Олександр Мороз — військовий ЗСУ, 1 танкова бригада (наказ № 12 від 15 січня 2016 року).
113. Сергій Іванцов (посмертно) — військовий ЗСУ, 79-ї окремої аеромобільної бригади (наказ № 12 від 15 січня 2016 року).
114. Андрій Горбань — військовий ЗСУ, 79-ї окремої аеромобільної бригади (наказ № 12 від 15 січня 2016 року).
115. Максим Грищук (псевдо «Прокурор») — військовий ЗСУ, 81-ша десантно-штурмова бригада (наказ № 12 від 15 січня 2016 року)
116. Денис Синюк (посмертно) — військовий ЗСУ, 95-та окрема аеромобільна бригада (наказ № 13 від 10 лютого 2016 року).
117. Андрій Шнурківський (псевдо «Ноль») — військовий ЗСУ, 95-та окрема аеромобільна бригада (наказ № 13 від 10 лютого 2016 року).
118. Володимир Ульянов (псевдо «Марат») — військовий, розвідка (наказ № 13 від 10 лютого 2016 року).
119. Сергій Улітенков — військовий ЗСУ, 30-та окрема механізована бригада (наказ № 13 від 10 лютого 2016 року).
120. Андрій Шуба — військовий ЗСУ, 11 батальйон (наказ № 13 від 10 лютого 2016 року).
121. Євген Подолянчук (посмертно) — військовий ЗСУ, 3-й окремий полк спеціального призначення (наказ № 13 від 10 лютого 2016 року).
122. Іраклій Кутелія (посмертно) — військовий ЗСУ, 93-тя окрема механізована бригада (наказ № 13 від 10 лютого 2016 року).
123. Дмитро Жовтий (посмертно, псевдо «Змєй») — військовий, розвідка (наказ № 13 від 10 лютого 2016 року).
124. Сергій Цимбал (посмертно) — військовий ЗСУ, 25-й окремий мотопіхотний батальйон «Київська Русь» (наказ № 13 від 10 лютого 2016 року).
125. Олександр Ільницький (псевдо «Барні», посмертно) — воїн МВС, батальйон «Миротворець» (наказ № 14 від 26 березня 2016 року).
126. Олександр Черкашин (псевдо «Білорус», посмертно) — воїн, Добровольчий український корпус Правого Сектора, 5 бат (наказ № 14 від 26 березня 2016 року).
127. Юрій Гороховець — військовий ЗСУ, 25-та повітрянодесантна бригада (наказ № 14 від 26 березня 2016 року).
128. Руслан Берладін — військовий НГУ, полк «Азов» (наказ № 14 від 26 березня 2016 року).
129. Владислав Руленков — військовий ЗСУ, 25-та повітрянодесантна бригада (наказ № 14 від 26 березня 2016 року).
130. Андрій Снітко (посмертно) — військовий НГУ, полк «Азов» (наказ № 14 від 26 березня 2016 року).
131. Тарас Пономаренко — військовий ЗСУ, 128-ма окрема гірсько-піхотна бригада (наказ № 14 від 26 березня 2016 року).
132. Олексій Щербак — військовий ЗСУ, 3-й окремий полк спеціального призначення (наказ № 14 від 26 березня 2016 року).
133. Сергій Козак — військовий ЗСУ, 95-та окрема аеромобільна бригада (наказ № 14 від 26 березня 2016 року).
134. Іван Віннік — військовий ЗСУ, 30-та окрема механізована бригада (наказ № 14 від 26 березня 2016 року).
135. Михайло Драпатий — військовий ЗСУ, 30-та окрема механізована бригада (наказ № 14 від 26 березня 2016 року).
136. Анатолій Скрицький — військовий ЗСУ, 1-ша окрема танкова бригада (наказ № 14 від 26 березня 2016 року).
137. Борис Харчук — військовий ЗСУ, 95-та окрема аеромобільна бригада (наказ № 14 від 26 березня 2016 року).
138. Андрій Кравченко — військовий ЗСУ, 25-й батальйон територіальної оборони «Київська Русь» (наказ № 14 від 26 березня 2016 року).
139. Тимур Баротов — військовий ЗСУ, 24-й батальйон територіальної оборони «Айдар» (наказ № 14 від 26 березня 2016 року).
140. Вадим Демчук (посмертно) — військовий ЗСУ, 80-та окрема аеромобільна бригада (наказ № 14 від 26 березня 2016 року).
141. Андрій Нагірний — воїн, Українська добровольча армія (наказ № 15 від 22 квітня 2016 року).
142. Микола Троїцький (посмертно) — військовий НГУ, полк «Азов» (наказ № 15 від 22 квітня 2016 року).
143. Денис Шелер — військовий НГУ, полк «Азов» (наказ № 15 від 22 квітня 2016 року).
144. Андрій Скачков — військовий НГУ, батальйон «Донбас» (наказ № 15 від 22 квітня 2016 року).
145. Євген Гуділов — військовий НГУ, батальйон «Донбас» (наказ № 15 від 22 квітня 2016 року).
146. Йосиф Пономаренко — військовий МВС, батальйон «Дніпро-1» (наказ № 15 від 22 квітня 2016 року).
147. Олександр Гріненко — військовий ЗСУ, 24-й батальйон територіальної оборони «Айдар» (наказ № 15 від 22 квітня 2016 року).
148. Карен Лалаян — військовий ЗСУ, 20-й окремий мотопіхотний батальйон (наказ № 15 від 22 квітня 2016 року).
149. Павло Чайка — військовий ЗСУ, 79-ї окремої аеромобільної бригади (наказ № 16 від 7 травня 2016 року).
150. Семен Колейник — військовий ЗСУ, 79-ї окремої аеромобільної бригади (наказ № 16 від 7 травня 2016 року).
151. Іван Зуєв — військовий ЗСУ, 3-й окремий полк спеціального призначення (наказ № 16 від 7 травня 2016 року).
152. Антон Янцевич — військовий ЗСУ, 3-й окремий полк спеціального призначення (наказ № 16 від 7 травня 2016 року).
153. Вадим Боднар — військовий ЗСУ, 30-та окрема механізована бригада (наказ № 16 від 7 травня 2016 року).
154. Руслан Радіо — військовий ЗСУ, 30-та окрема механізована бригада (наказ № 16 від 7 травня 2016 року).
155. Олександр Чапкін — військовий ЗСУ, 93-тя окрема механізована бригада (наказ № 16 від 7 травня 2016 року).
156. Микола Силін — військовий ЗСУ, 13 батальйон, 95-та окрема аеромобільна бригада (наказ № 16 від 7 травня 2016 року).
157. Сергій Назаренко — військовий ЗСУ, 13 батальйон, 95-та окрема аеромобільна бригада (наказ № 16 від 7 травня 2016 року).
158. Олександр Боднарюк (посмертно) — військовий ЗСУ, 80-та окрема аеромобільна бригада (наказ № 16 від 7 травня 2016 року).
159. Сергій Кузовков — військовий ЗСУ, 73-й морський центр спеціальних операцій (наказ № 16 від 7 травня 2016 року).
160. Андріана Сусак — військова ЗСУ, 24-й батальйон територіальної оборони «Айдар» (наказ № 16 від 7 травня 2016 року).
161. Тарас Брус (посмертно) — військовий МВС, батальйон «Дніпро-1» (наказ № 16 від 7 травня 2016 року).
162. Ігор Бедзай — військовий ЗСУ, командир 10-ї авіабригади (наказ № 17 від 29 червня 2016 року).
163. Артур Кашапов (посмертно) — військовий ЗСУ, 79 бригада (наказ № 17 від 29 червня 2016 року).
164. Богдан Халімон — військовий ЗСУ, артилерист (наказ № 17 від 29 червня 2016 року).
165. Дмитро Макаров — військовий ЗСУ, 95 бригада (наказ № 17 від 29 червня 2016 року).
166. Олексій Міняйлов — військовий ЗСУ, 79 бригада (наказ № 17 від 29 червня 2016 року).
167. Ігор Акулінін — військовий ЗСУ, 17 танковий батальйон (наказ № 17 від 29 червня 2016 року).
168. Ігор Попадюк — військовий ЗСУ, 1-ий окремий бат., морська піхота (наказ № 17 від 29 червня 2016 року).
169. Микола Семенюк — військовий ЗСУ, 73 центр спецпризначення (наказ № 17 від 29 червня 2016 року).
170. Андрій (псевдо «Балаган», посмертно) — військовий НГУ, полк Азов (наказ № 17 від 29 червня 2016 року).
171. Олег Лобан — військовий НГУ (наказ № 17 від 29 червня 2016 року).
172. Іван Базаренко — військовий ЗСУ, 79 бригада (наказ № 17 від 29 червня 2016 року).
173. Валерій Курач — військовий ЗСУ, 79 бригада (наказ № 17 від 29 червня 2016 року).
174. Максим Миргородський — військовий ЗСУ, 79 бригада (наказ № 17 від 29 червня 2016 року).
175. Дмитро Годзенко (псевдо «Годзила», посмертно) — військовий ЗСУ, 57 бригада (наказ № 18 від 24 липня 2016 року).
176. Назар Якубовський — військовий ЗСУ, 24-й батальйон територіальної оборони «Айдар» (наказ № 18 від 24 липня 2016 року).
177. Микола Микитюк (посмертно) — військовий ЗСУ, 30 бригада (наказ № 18 від 24 липня 2016 року).
178. Віталій Борщ — військовий ЗСУ, 92 бригада (наказ № 18 від 24 липня 2016 року).
179. Олександр Шевчук — військовий ЗСУ, 30 бригада (наказ № 18 від 24 липня 2016 року).
180. Андрій Жук (посмертно) — військовий ЗСУ, 72 бригада (наказ № 18 від 24 липня 2016 року).
181. Олексій Бондарчук — військовий ЗСУ, 8 СПН (наказ № 18 від 24 липня 2016 року).
182. Сергій Дубина — військовий ЗСУ, 8 СПН (наказ № 18 від 24 липня 2016 року).
183. Олег Осика — військовий ЗСУ, 8 СПН (наказ № 18 від 24 липня 2016 року).
184. Василь Мулік — військовий ЗСУ, пілот Мі-8 (наказ № 22 від 2 квітня 2017 року).
185. Валерій Гудзь — підполковник ЗСУ, заступник командира 72-ї ОМБр (наказ № 22 від 2 квітня 2017 року).
186. Василь Тарасюк — лейтенант ЗСУ, командир роти 1-го МБ 72-ї ОМБр (наказ № 24 від 18 серпня 2017 року).
187. Силівакін Ростислав Олександрович — командир 4-ї механізованої роти 2-го механізованого батальйону 93-ї бригади
188. Гайда Денис Ростиславович — доброволець 1-ої штурмової роти ДУК «Правий сектор», кіборг

### Волонтери, медики, капелани, журналісти
1. Юрій Бондар (псевдо «Шаман») — медик-волонтер, Благодійна Організація Благодійного фонду «АСАП ЕМС ХОТТАБИЧ» (наказ № 1 від 4 серпня 2015 року).
2. Сергій Ніколаєв (посмертно) — фотокореспондент, газета «Сегодня» (наказ № 1 від 4 серпня 2015 року).
3. Всеволод Стеблюк — лікар батальйону «Миротворець» (наказ № 1 від 4 серпня 2015 року).
4. Владислав Трепко (посмертно) — лікар-інтерн (наказ № 1 від 4 серпня 2015 року).
5. Яна Зінкевич — начальник Медичного управління та реабілітації бійців «Добровольчого українського корпусу» (наказ № 1 від 4 серпня 2015 року).
6. Андрій Зелінський — капелан, УГКЦ (наказ № 1 від 4 серпня 2015 року).
7. Іван Звягін — волонтер (наказ № 1 від 4 серпня 2015 року).
8. Волинська обласна громадська організація «Об'єднання Активіст» (наказ № 1 від 4 серпня 2015 року).
9. Наталія Назар (псевдо «Манюня») — медик НГУ, ОМР ім. Пирогова (наказ № 2 від 23 червня 2015 року).
10. Ігор Саврій — медик, НГУ ОМР ім. Пирогова (наказ № 2 від 23 червня 2015 року).
11. Василь Задорожний (посмертно) — медик, НГУ, 1 медична рота (наказ № 2 від 23 червня 2015 року).
12. Дмитро Лагунов (посмертно) — медик, НГУ, 1 медична рота (наказ № 2 від 23 червня 2015 року).
13. Максим Овчарук (посмертно) — медик, НГУ, 1 медична рота (наказ № 2 від 23 червня 2015 року).
14. Лілія Болбат — волонтер (наказ № 2 від 23 червня 2015 року).
15. Іван Ісайович — капелан УГКЦ (наказ № 2 від 23 червня 2015 року).
16. Едуард Кулініч — волонтер (наказ № 4 від 5 липня 2015 року)
17. Олександр Калій — медик 93-ї механізованої бригади (наказ № 5 від 5 липня 2015 року).
18. Роман Бабич — медик 93-ї механізованої бригади (наказ № 5 від 5 липня 2015 року).
19. Олена Мосійчук — медик, полк «Азов» (наказ № 5 від 5 липня 2015 року).
20. Владислав Зборовський — медик, батальйон «Айдар» (наказ № 6 від 23 липня 2015 року).
21. Олександр Бородай — медик, Військово-клінічний центр Північного регіону (наказ № 6 від 23 липня 2015 року).
22. Річард Горда — волонтер, ДУК Госпітальєри (наказ № 6 від 23 липня 2015 року).
23. Михайло Куц — медик, 92-га окрема механізована бригада (наказ № 6 від 23 липня 2015 року).
24. Олена Гармаш — волонтер, ВО «Станція Харків» (наказ № 6 від 23 липня 2015 року).
25. Віра Палубок — волонтер (наказ № 6 від 23 липня 2015 року).
26. Юрий Казмиренко — капелан (наказ № 6 від 23 липня 2015 року).
27. Громадське об'єднання «Станція Харків» (наказ № 6 від 23 липня 2015 року).
28. Волонтерське об'єднання «Help Army» (наказ № 6 від 23 липня 2015 року).
29. Ярослав Жилкін — волонтер, ВО «Чорний Тюльпан» (наказ № 9 від 19 вересня 2015 року).
30. Волонтерська організація «Save lives together» (наказ № 9 від 19 вересня 2015 року).
31. Марина Комарова — волонтер (наказ № 9 від 19 вересня 2015 року).
32. Вікторія Сорока — лікар Одеського військового шпиталю (наказ № 10 від 13 жовтня 2015 року).
33. Володимир Голоднюк — волонтер (наказ № 10 від 13 жовтня 2015 року).
34. Група журналістів Телевізійної служби новин телеканалу «1+1» (наказ № 10 від 13 жовтня 2015 року).
35. Владислав Ковальов — медик, ДБ «Херсон» (наказ № 11 від 18 листопада 2015 року).
36. Вікторія Христенко — волонтер (наказ № 11 від 18 листопада 2015 року).
37. Іван Гуня (псевдо «Блейк») — капелан, УГКЦ (наказ № 12 від 15 січня 2016 року).
38. Дмитро Лось — лікар (наказ № 12 від 15 січня 2016 року).
39. Світлана Коваль — оператор (наказ № 12 від 15 січня 2016 року).
40. Ірина Баглай — журналіст (наказ № 12 від 15 січня 2016 року).
41. Волонтерська організація «Повернись живим» Віталія Дейнеги (наказ № 12 від 15 січня 2016 року).
42. Родина Кирикович — волонтери (наказ № 13 від 10 лютого 2016 року).
43. Галина Алмазова (псевдо «Ветерок») — медик (наказ № 13 від 10 лютого 2016 року).
44. Григорій Янченко (псевдо «Дядя Гріша») — волонтер (наказ № 13 від 10 лютого 2016 року).
45. Олександр Чалапчій — волонтер (наказ № 13 від 10 лютого 2016 року).
46. Вікторія Мірошниченко — волонтер (наказ № 13 від 10 лютого 2016 року).
47. Олег Хороших — волонтер (наказ № 13 від 10 лютого 2016 року).
48. Сергій Чечін — капелан (наказ № 13 від 10 лютого 2016 року).
49. Ірина Довгань — волонтер (наказ № 14 від 26 березня 2016 року).
50. Олександр Крот — медик, 30-та окрема механізована бригада (наказ № 14 від 26 березня 2016 року).
51. Олександр Данилюк — хірург, 128-ма окрема гірсько-піхотна бригада (наказ № 14 від 26 березня 2016 року).
52. Олена Шевцова — волонтер ГО «Всеукраїнський Міст Єдності» (наказ № 14 від 26 березня 2016 року).
53. Тарас Білоус — волонтер (наказ № 14 від 26 березня 2016 року).
54. Констянтин Холодов — капелан, Українська православна церква Київського патріархату (наказ № 14 від 26 березня 2016 року).
55. Олександра Коваль (псевдо «Леся Литвинова») — волонтер, Київський Центр Допомоги Біженцям (наказ № 14 від 26 березня 2016 року).
56. Олена Біленька (псевдо «Маруся Звіробій»)— ЗСУ, Підготовчий Центр ВДВ (наказ № 14 від 26 березня 2016 року).
57. Андрій Темофіїв — волонтер (наказ № 15 від 22 квітня 2016 року).
58. Іванна Чобанюк — медик (наказ № 15 від 22 квітня 2016 року).
59. Олена Ломачинська — медик (наказ № 15 від 22 квітня 2016 року).
60. Олександр Зеленюк — медик, 25-та повітрянодесантна бригада (наказ № 16 від 7 травня 2016 року).
61. Ярослав Левченко — медик, 25-та повітрянодесантна бригада (наказ № 16 від 7 травня 2016 року).
62. Вадим Свириденко — медик, 128-ма окрема гірсько-піхотна бригада (наказ № 16 від 7 травня 2016 року).
63. Ольга Башей (псевдо «Кроха») — волонтер (наказ № 16 від 7 травня 2016 року).
64. Валентина Олефіренко (псевдо «Мем баша») — волонтер (наказ № 16 від 7 травня 2016 року).
65. Олена Куліш і Володимир Альохін (посмертно) — волонтери (наказ № 16 від 7 травня 2016 року).
66. Степан Чубенко (посмертно) — волонтер (наказ № 16 від 7 травня 2016 року).
67. Сніжана Потапчук — журналіст (наказ № 16 від 7 травня 2016 року).
68. ІнформНапалм — інформаційний спротив (наказ № 17 від 29 червня 2016 року).
69. Сергій Максименко — волонтер (наказ № 17 від 29 червня 2016 року).
70. Олександр Хомченко — пастор (наказ № 17 від 29 червня 2016 року).
71. Дмитро Лабуткін (посмертно) — військовий журналіст(наказ № 18 від 24 липня 2016 року).
72. Сергій Притула — волонтер (наказ № 18 від 24 липня 2016 року).
73. Сергій Кацабін (посмертно) — медик (наказ № 18 від 24 липня 2016 року).
74. Анатолій Суліма (посмертно) — медик (наказ № 18 від 24 липня 2016 року).
75. Михайло Балюк (посмертно) — медик (наказ № 18 від 24 липня 2016 року).

### Політичні і громадські діячі
1. Водолазький Анатолій (наказ № 5 від 5 липня 2015 року).
2. Мустафа Джемілєв (наказ № 10 від 13 жовтня 2015 року)
3. Решат Аметов (наказ № 11 від 18 листопада 2015 року).
4. Чийгоз Ахтем (наказ № 11 від 18 листопада 2015 року).

## Статус
Статус «Народний Герой України» — українська недержавна нагорода, запроваджена 2019 року «Фундацією лицар доброї волі», яка не має нічого спільного із нагородою Орден «Народний Герой України» . Фундація припинила існування 2018 року.
Нагорода є копією нагороди: Орден «Народний Герой України». Відомі випадки нагородження такою відзнакою за гроші.
Також неможливо дізнатися про принцип відбору людей, які отримують так званий статус, немає переліку тих, хто вже взяв ці підробки. Деякі люди, дізнавшись про шахрайські методи ініціатору статусу, віддавали ці псевдо нагороди.